# 맨타우루
맨타우루(Mantaur, 1968년 5월 14일 ~ 2023년 7월 11일 )는 미국의 남자 프로레슬링선수다. 1987년 프로레슬링 입문하면서 키는 183cm(6 ft 0 in)에다가 몸무게는 182kg(401 lb)이다. 피니쉬는 스탬프드(런닝 바디 어발란체), 불 버스터(펄링 파워슬램), 래리어트, 스플래쉬, 더블 레그 슬램, 점핑 엘보우 드롭, 니 리프트, 유러피언 어퍼컷, 찹 드롭, 피스트 드롭, 바디 블록, 빅 붓, 벨리 투 벨리 수플렉스, 타이달 브레이커(숄더 브레이커), 타이달 불독(싯아웃 불독), 타이달 버스터(스윙 스파인버스터), 타이달 클럽(포어암 럽), 타이달 드라이버(레그 훅 벨리-투-백 수플렉스), 타이달 드롭(런닝 레그 드롭), 타이달 슬램(넥브레이커 슬램), 드림 밤(것렌치 파워밤), 드림 크러셔(코브라 클러치 레그스윕), 드림 스트리트(코브라 클러치 슬램), 드림 랙(백브레이커 랙 드롭), 드림 디디티(리프팅 인버티드 디디티), 드림 커터(커터), 쇼스타퍼(인버티드 레그 드롭 불독)으로 사용을 한다. 엄청 뚱뚱한 체격인데다 말 그대로 힘이 장사다. 미국의 오마하 출신이라고 한다. 본명은 마이크 할락(Mike Halac)이다. 그러나 2023년 7월 11일 56세의 나이로 잠을 자다가 사망했습니다. 그날 일찍 그는 넘어져 허리를 다쳤다. 딸이 SNS를 통해 사망 소식을 알렸다. 

## Professional wrestling highlights
- Finishing moves
  - Belly-to-belly suplex - 1995-1996
  - Big boot - 1993-1995
  - Body block - 1993-1995
  - Bull Buster (Falling powerslam) - 1995-1996
  - Chop drop - 1993-1995
  - Double leg slam - 1995-1996
  - Dream Bomb (Gutwrench powerbomb) - 1996-present
  - Dream Crusher (Cobra cluch legsweep) - 1996-present
  - Dream Cutter (Cutter) - 1996-present
  - Dream DDT (Lifting inverted DDT) - 1996-present
  - Dream Rack (Backbreaker rack drop) - 1996-present
  - Dream Street (Cobra clutch slam) - 1996-present
  - European uppercut - 1993-1995
  - Fist drop - 1993-1995
  - Jumping elbow drop - 1993-1995
  - Knee lift - 1993-1995
  - Lariat - 1995-1996
  - Showstopper (Inverted leg drop bulldog) - 1996-present
  - Splash - 1995-1996
  - Stampede (Running body avalanche) 1995-1996
  - Tidal Breaker (Shoulder jawbreaker) - 1991-1993
  - Tidal Bulldog (Sitout bulldog) - 1991-1993
  - Tidal Buster (Swinging spinebuster) - 1991-1993
  - Tidal Club (Froearm club) - 1991-1993
  - Tidal Driver (Leg hook belly-to-back suplex) 1991-1993
  - Tidal Drop (Running leg drop) - 1991-1993
  - Tidal Slam (Neckbreaker slam) - 1991-1993
- Signature moves
  - Headbutt
  - Hip toss
  - Seated senton
  - Semton
  - Shoulder block
  - Side slam
  - Sitout back body drop
  - Sitout body slam
- Manager
  - Jim Cornette
- Entrance themes
  - "James Brown Is Dead" by LA Style (CWA; 1991-1994)
  - "Mantaur" by Jim Johnston (WWF; 1995-1996)

## 수상
- 캐치컵 챔피언 1992, 1996 CWA 태그팀 챔피언
- PWI 랭크드 힘 #235 오브 더 탑 500 싱글즈 레슬링 인 더 PWI 500 인 1995
- USWA 유니파이드 월드 헤비웨이트 챔피언 (1회)